# ديركسية
ديركسية (الاسم العلمي: Derxia) هي جنس من البكتيريا، سلبية الغرام، تتبع فصيلة المقليات.